# Utricularia aurea
Utricularia aurea este o specie de plante carnivore din genul Utricularia, familia Lentibulariaceae, ordinul Lamiales, descrisă de João de Loureiro. Conform Catalogue of Life specia Utricularia aurea nu are subspecii cunoscute.

## Galerie

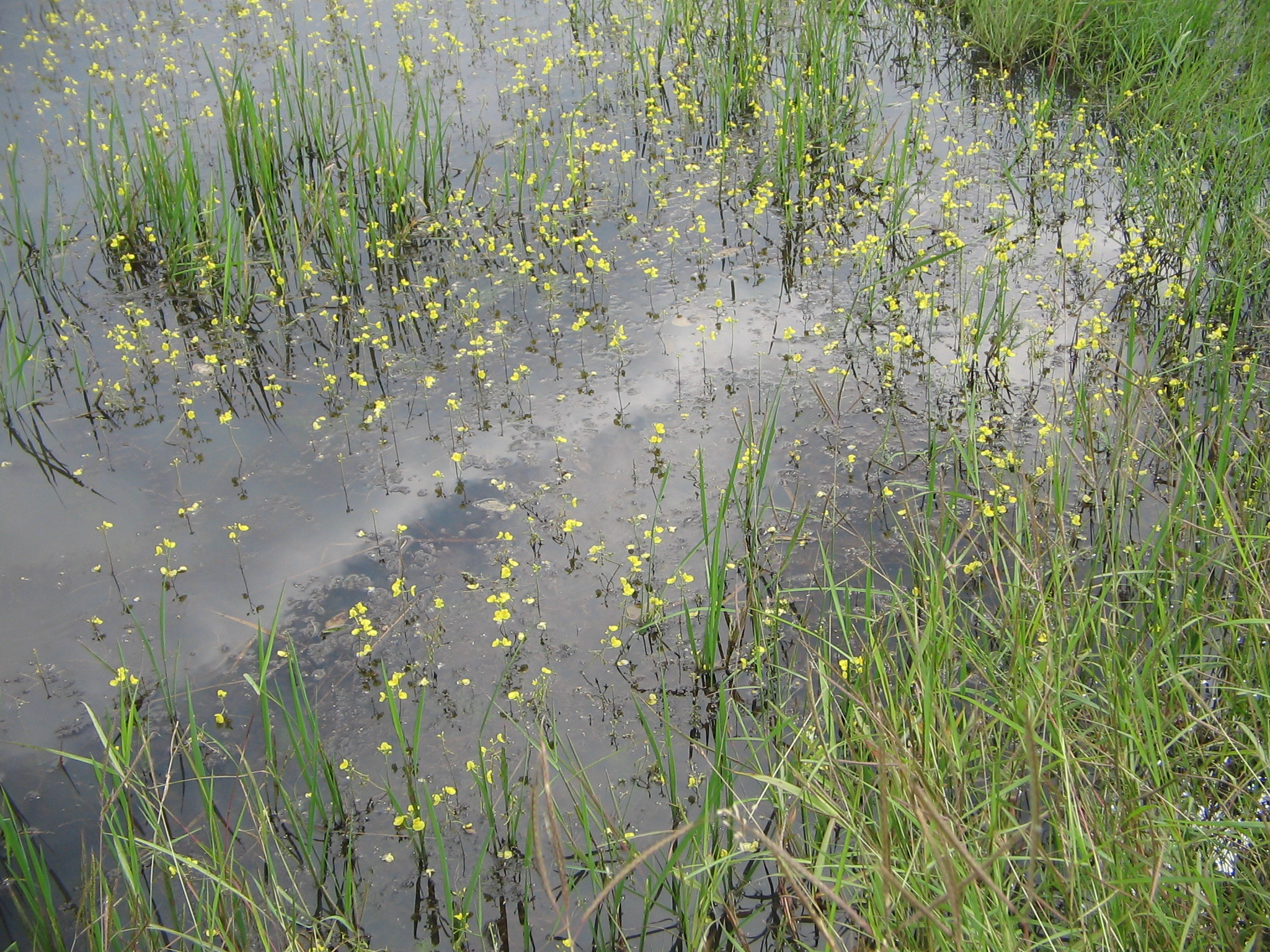
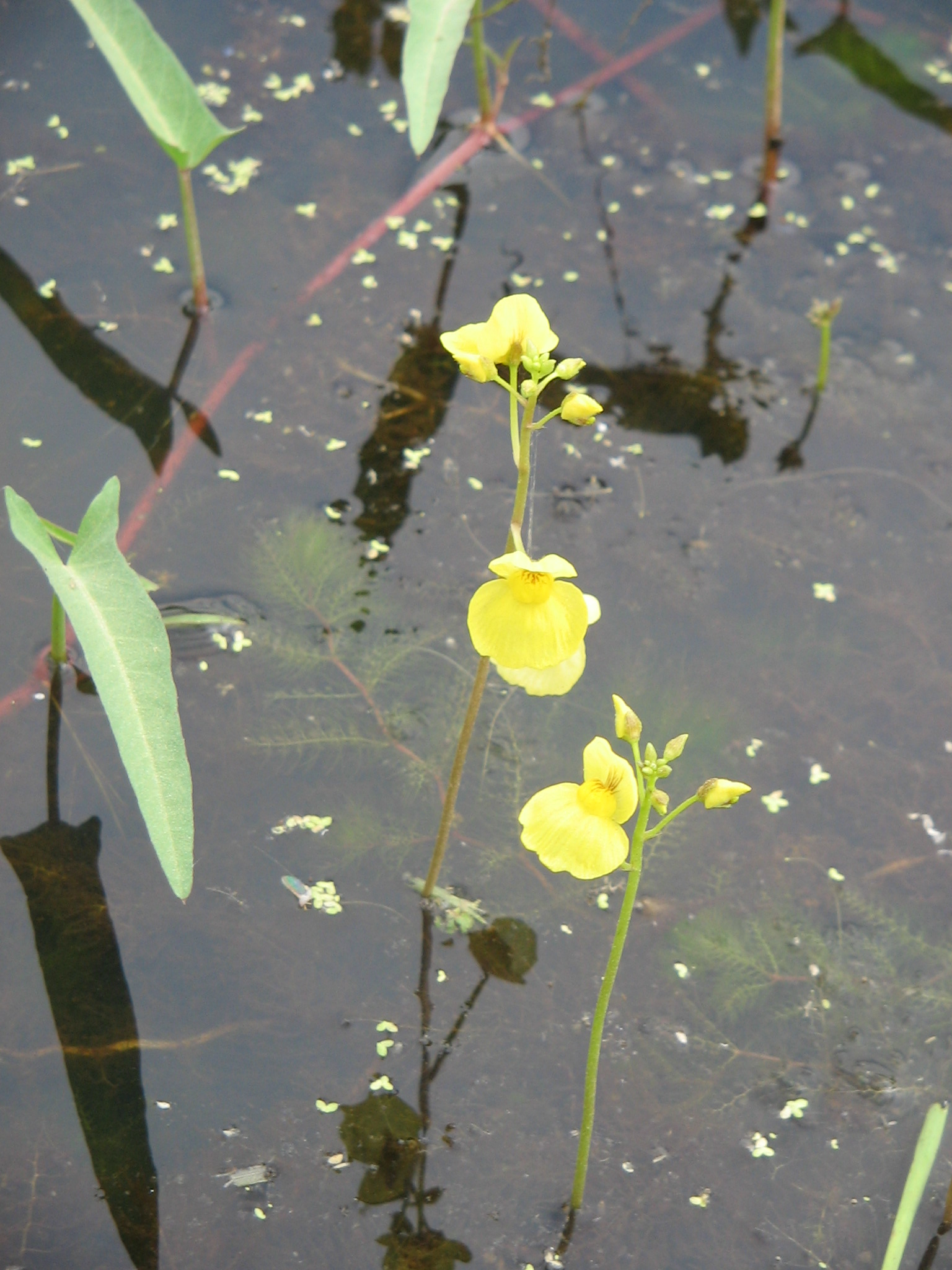
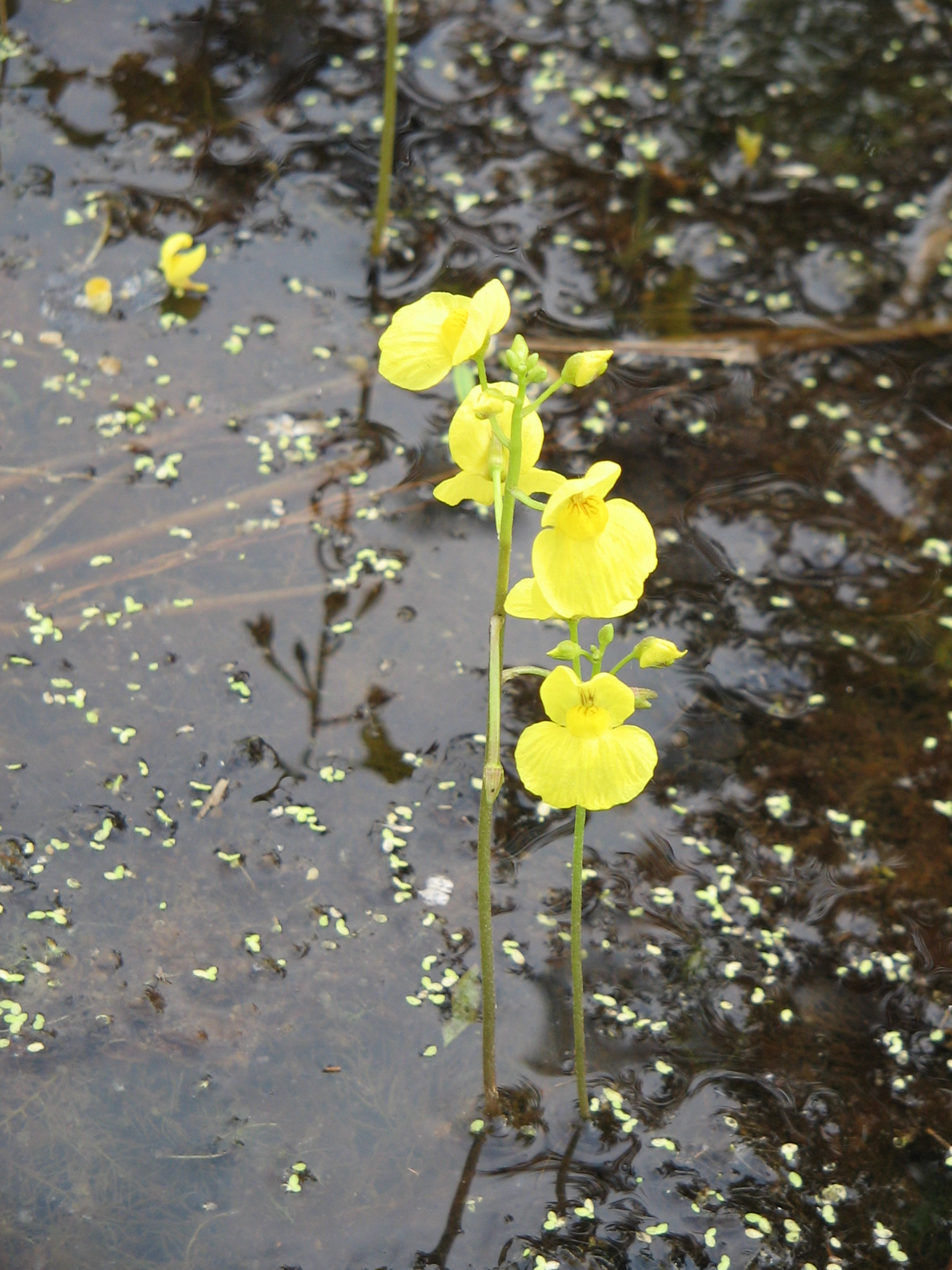